# Yellow Hair & The Pecos Kid
Yellow Hair & The Pecos Kid (conocida en España como Pelo Amarillo y Pecos Kid o con el título alternativo Yellow Hair and the Fortress of Gold) es una película de aventuras de 1984 dirigida y coescrita por Matt Cimber. Producida entre Estados Unidos y España, fue protagonizada por Laurene Landon, Cihangir Gaffari, Ken Roberson, Luis Lorenzo, Claudia Gravy y Aldo Sambrell.

## Sinopsis
El coronel Torres busca desesperadamente el oro que esconde la tribu de los tulipanes. Para lograr su objetivo debe hacerse a la ayuda de los comancheros y buscar a Yellow Hair, hija de la jefa Nube Gris, y del pistolero Pecos Kid, pues son los que más conocen el lugar y la forma de acceder a él.

## Reparto
- Laurene Landon es Yellow Hair
- Ken Roberson es Pecos Kid
- Luis Lorenzo es el coronel Torres
- Cihangir Gaffari es Shayowteewah
- Claudia Gravy es Nube Gris
- Aldo Sambrell es Torres
- Ramiro Oliveros es Tortuga